# Flann O'Brien
Flann O'Brien (Strabane, Irlanda del Norte, 5 de octubre de 1911-Dublín, 1 de abril de 1966), uno de los seudónimos de Brian O'Nolan, fue un escritor y periodista irlandés. Este autor también utilizó su nombre en celta, Brian Ó Nualláin, a lo largo de su carrera literaria. Se le considera un autor clave de la literatura posmoderna.

## Biografía
O'Brien estudió literatura celta en University College Dublin y su tesis trató sobre La naturaleza en la poesía irlandesa. En la década de 1940 escribió en diversos diarios nacionales bajo varios seudónimos: en el Irish Times se sirvió del pseudónimo satírico Myles Na gCopaleen (Myles el de los Caballitos), mientras que en Leinster Times y en The Nationalist era George Knowall. También usó otros como Brother Barnabas, Count O'Blather, John James Doe, Peter the Painter y Winnie Wedge.

## Crítica
Fue un autor admirado por Graham Greene, Dylan Thomas, Samuel Beckett y James Joyce, quien, ya prácticamente ciego, leía sus novelas con la ayuda de una enorme lupa. Harold Bloom por su parte le incluyó en su índice El canon occidental. Edna O'Brien dijo de él: «pienso que junto con Joyce y Beckett constituye nuestra trinidad de los grandes escritores irlandeses, pero es más cercano y divertido». Y el escritor argentino Jorge Luis Borges, en un artículo para la revista El Hogar, elogió su obra At Swim-Two-Birds y la calificó como una de las mejores novelas del siglo XX. En su lista The best in English since 1939, Anthony Burgess seleccionó At Swim-Two-Birds junto con Finnegans Wake de James Joyce, como dos de los relatos más complejos y completos.

## Obra
- 1939: At Swim-Two-Birds. En Nadar-dos-pájaros. Nórdica Libros, 2010. ISBN 978-84-92683-15-4
- 1941: The poor mouth. La boca pobre. Nórdica Libros, 2008. ISBN 978-84-936213-1-5
- 1961: The Hard Life: An Exegesis of Squalor (La vida dura: Una exegesis de la sordidez). La vida dura. Nórdica Libros, 2009. ISBN 978-84-92683-02-4
- 1964: The Dalkey Archive. Crónica de Dalkey. Nórdica Libros, 2007. ISBN 978-84-935578-1-2
- 1967: The third police. El tercer policía. Nórdica Libros, 2006. ISBN 84-934854-8-9
- 1973: Slattery's sago saga. La saga del sagú de Slattery. Nórdica Libros, 2013. ISBN 978-84-15717-21-8